# Orthoperus aeneocollis
Orthoperus aeneocollis là một loài bọ cánh cứng trong họ Corylophidae. Loài này được Blatchley miêu tả khoa học đầu tiên năm 1927.